# Helén Pettersson
Agnes Helén Pettersson (i riksdagen Helén Pettersson i Umeå), född 4 april 1972 i Umeå landsförsamling, Västerbottens län, är en svensk politiker (socialdemokrat). Hon är ordinarie riksdagsledamot sedan 2006, invald för Västerbottens läns valkrets.
I riksdagen är hon ledamot i försvarsutskottet sedan 2022. Pettersson var ordförande i försvarsutskottet under en kort period 2022. Hon var ledamot i miljö- och jordbruksutskottet 2009–2014 och arbetsmarknadsutskottet 2014–2022. Pettersson är eller har varit suppleant i bland annat arbetsmarknadsutskottet, konstitutionsutskottet, miljö- och jordbruksutskottet, riksdagens valberedning, utrikesnämnden, utrikesutskottet och Nordiska rådets svenska delegation.
Sedan juni 2012 är Pettersson förbundsordförande i Arbetarnas bildningsförbund (ABF).